# Schinaria

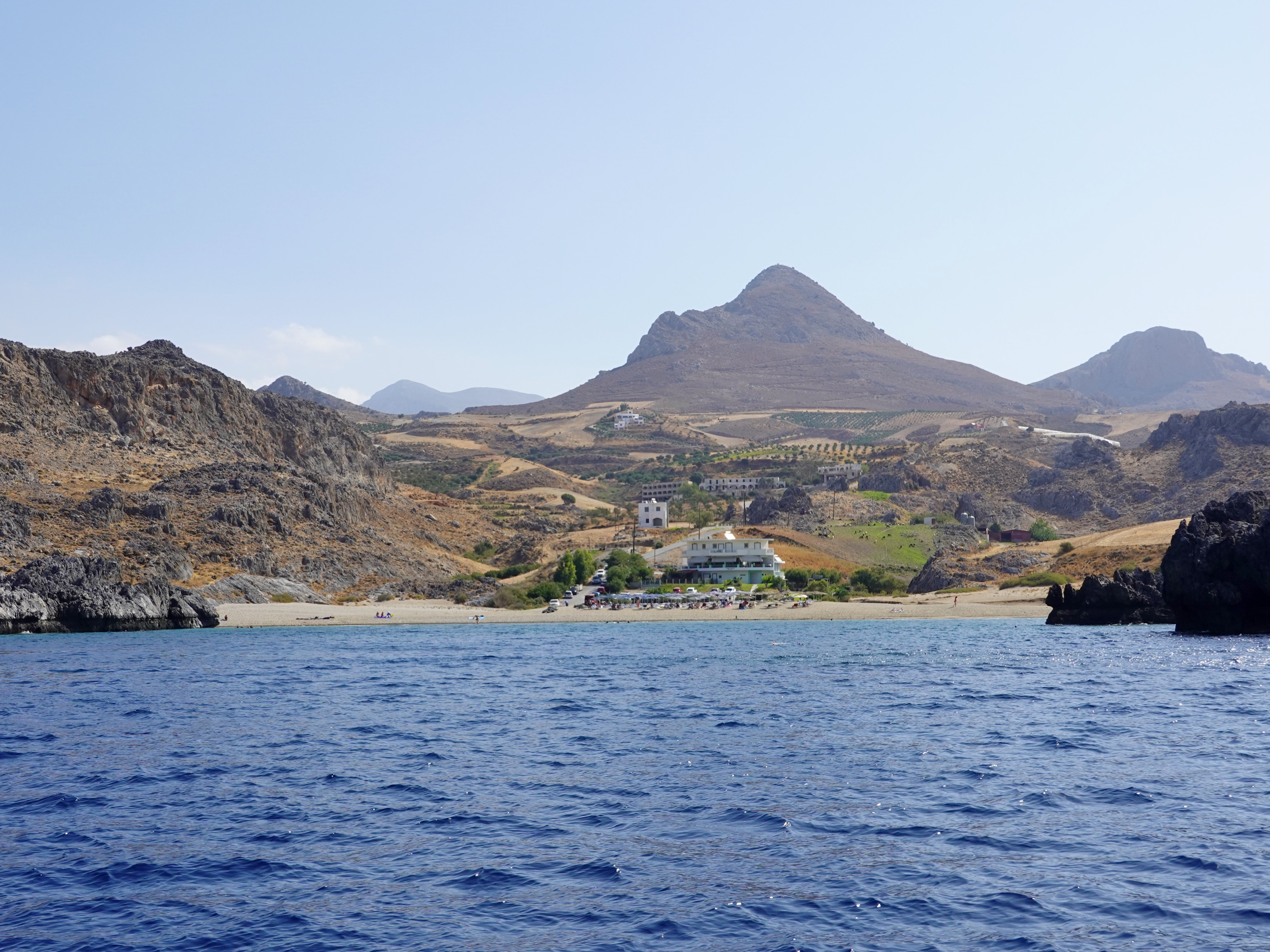
Schinaria

Schinaria (griechisch Σχοινάρια) ist eine Bucht mit einem Sandstrand an der Südküste der griechischen Mittelmeerinsel Kreta. Sie liegt in der Gemeinde Agios Vasilios des Regionalbezirks Rethymno, etwa 3,5 Kilometer südöstlich von Plakias, dem Sitz des Gemeindebezirks Finikas.  

## Geografische Lage
Schinaria ist eine Nebenbucht der größeren Damnoni-Bucht. Sie liegt von Damnoni aus gesehen südöstlich hinter der Bucht von Ammoudi und ist von dieser durch eine Felsformation getrennt, die östlich auf einem schmalen Wanderweg umgangen werden kann. Etwa 2,5 Kilometer nordöstlich Schinarias befindet sich die Ortschaft Lefkogia, mit der die Bucht durch eine asphaltierte Straße verbunden ist.
Entlang der Straße von Lefkogia nach Schinaria, dem Abschnitt westlich des 433 Meter hohen Berges von Timeos Stavros, gibt es auf einer Höhe von 140 Metern einen kleinen Bewässerungskanal. Er wird aus dem Fluss Megalopotamos gespeist, der am Palmenstrand von Preveli mündet, und versorgt einige Oliven-Plantagen oberhalb von Ammoudi und Schinaria mit Wasser. Weiter östlich der Bucht, etwa 3,5 Kilometer entfernt, liegt das Kloster Preveli, zu dem jedoch keine direkte Straßenverbindung besteht.

## Beschreibung

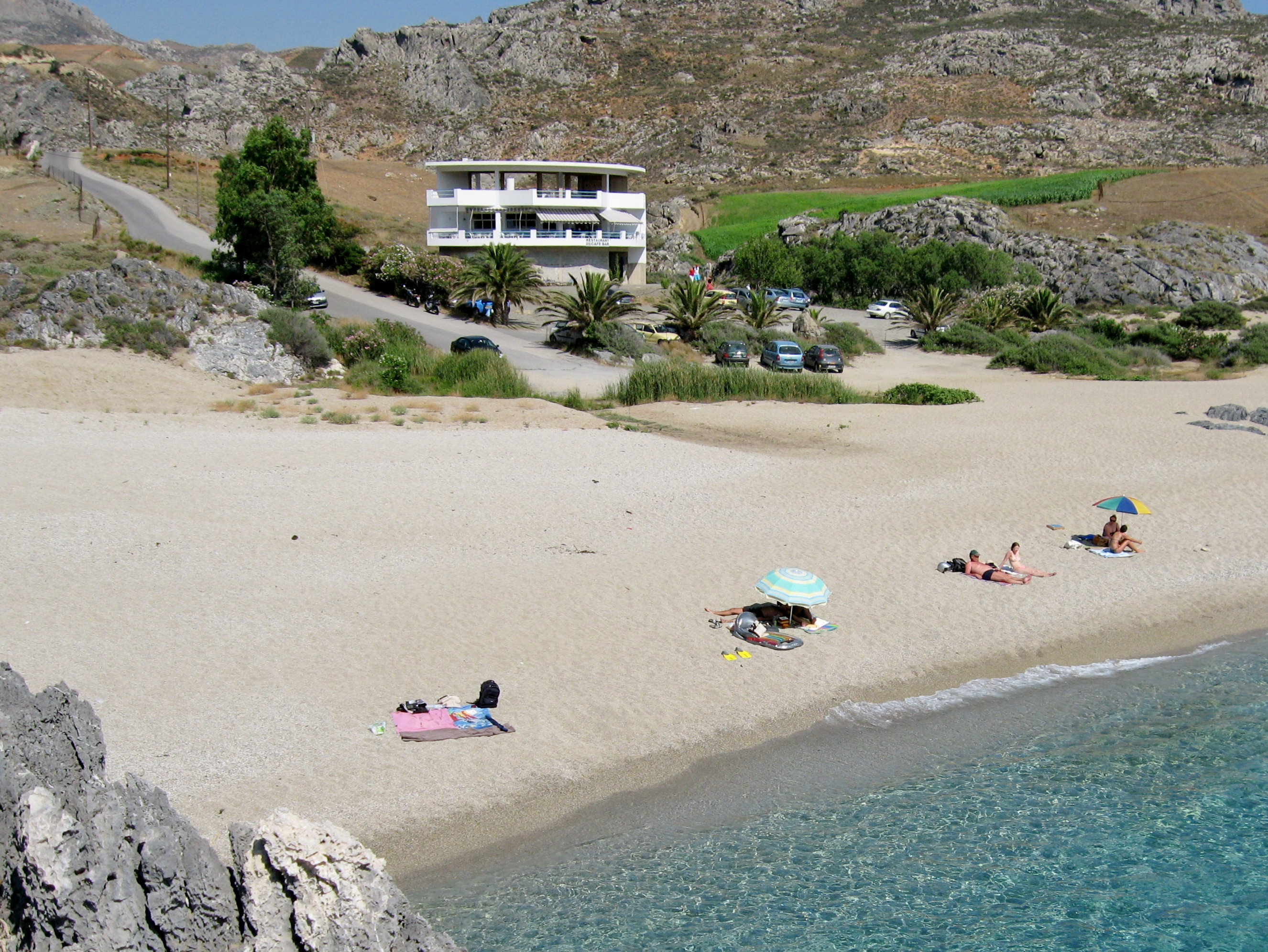
Nordteil des Strandes

Der etwa 150 Meter lange und bis zu 60 Meter breite Strand von Schinaria besteht aus mit kleinen Kieselsteinen vermischtem Sand. Rechts und links der Zufahrtsstraße führen zwei Bäche in Richtung Bucht, die jedoch nicht das ganze Jahr über Wasser führen, und wenn, dann meist schon vor der Mündung ins Meer versickern. Vor dem Strand haben sich dadurch zwei Feuchtbiotope gebildet, die mit Schilf bestanden sind.

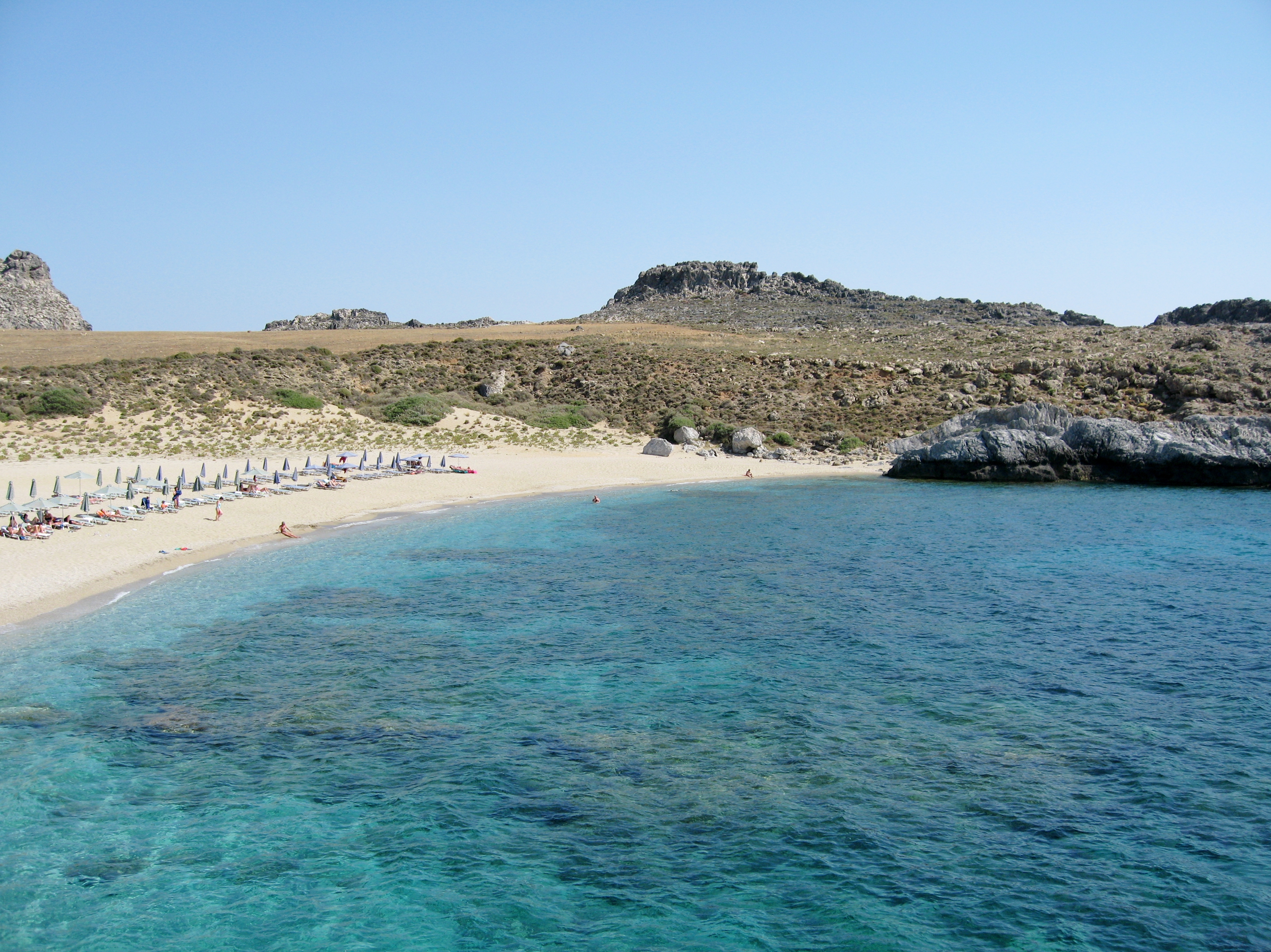
Südlicher Strandabschnitt

Die Bucht von Schinaria wird von der felsigen Küste eingerahmt. Der Strand führt flach ins Wasser. In der Saison werden dort Liegen und Sonnenschirme verliehen, in der Nebensaison auch teilweise nackt gebadet. Wie in der Nachbarbucht Ammoudi sind auch am Strand von Schinaria fast täglich Taucher anzutreffen, die ihn als Zugang zum Meer nutzen. Im Wasser setzen sich die Felsformationen der Küste fort.
Hinter dem Strand steht ein dreigeschossiger, halbrunder Betonbau eines Restaurants mit dem Namen „Libyan Sea“, der noch nicht fertiggestellt scheint. Es ist das einzige Gebäude direkt an der Bucht. Davor Richtung Meer, zwischen Restaurant und Feuchtgebiet der Bachläufe, ist ein kleiner Parkplatz angelegt, um den Palmen gepflanzt wurden. Ein Hotelbau im oberen Bereich von Schinaria wurde schon vor einiger Zeit geschlossen.

## Zugang

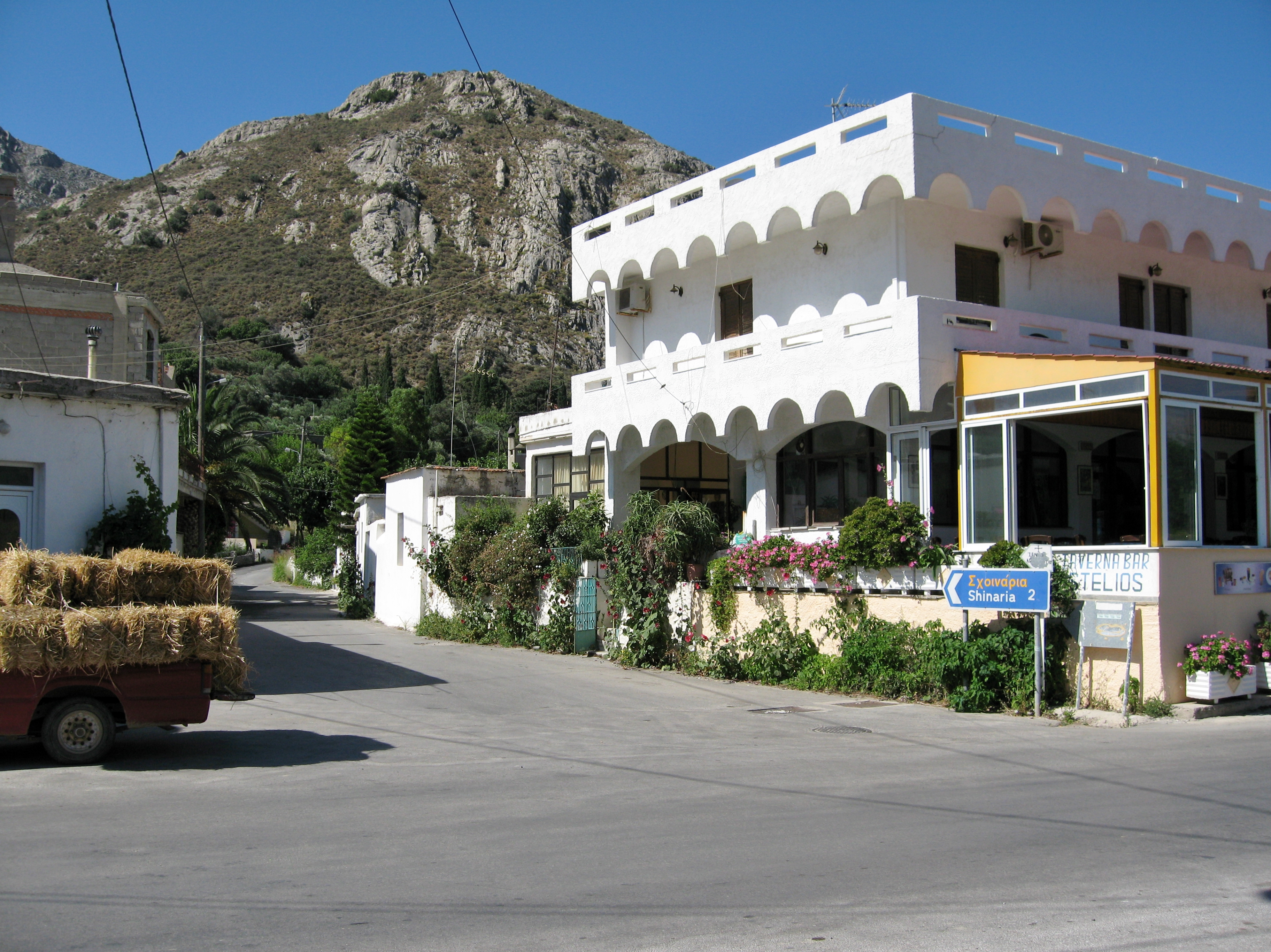
Abzweig in Lefkogia

Nach Schinaria führt eine ausgeschilderte asphaltierte Zufahrtsstraße, die etwa in der Mitte des Ortes Lefkogia beginnt und am Dorffriedhof vorbeiführt. Die ungefähr drei Kilometer lange Straße ist sehr schmal und kurvenreich. Sie führt zunächst am Fuß des Berges von Timeos Stavros entlang, um sich nach etwa 2/3 der Strecke abschüssig in Richtung Meer zu wenden.
Ansonsten ist Schinaria nur auf Wanderwegen entlang des Meeres erreichbar. Eine Schiffsanlegestelle ist nicht vorhanden. Auch die entlang der Küste verkehrenden Ausflugsboote, die mit Strandanlegern für den Palmenstrand von Preveli ausgestattet sind, laufen die Bucht von Schinaria nicht an.

## Belege
- Giorgis N. Petrakis: Plakias. SELENA-Verlag, 2006.
- G. Desipris, K. Santorineou: Rethymno. Verlag Michalis Toubis S. A., 1997.
- Western Crete. ROAD Editions (Straßenkarte).